# Je m'appelle humain
Pour plus de détails, voir Fiche technique et Distribution.
Je m'appelle humain est un film documentaire québécois réalisé par Kim O'Bomsawin. Présenté en première mondiale le 18 septembre 2020 au Festival de cinéma de la ville de Québec, il sort en salle le 16 avril 2021.

## Synopsis
En innu-aimun, le mot « innu » veut dire « humain ».
Portrait de la femme de lettres innue Joséphine Bacon, Je m'appelle humain témoigne de la survivance et des efforts de sauvegarde de la culture et des traditions autochtones, malgré des siècles de colonisation. C'est l'histoire de tout un peuple que l'artiste raconte et protège à travers sa poésie. Suivant les traces du maître caribou, Papakissik, Je m'appelle humain rend hommage à la femme libre et (sur)vivante qu'est Joséphine Bacon, ainsi qu'aux ancêtres qui l'ont nourri de leur sagesse,.  
Entourée de ses amitiés, dont la jeune poétesse innue Marie-Andrée Gill avec qui elle chérit des moments de transmission et de plaisanterie, Bacon raconte ce qui nous lie dans l'expérience humaine. 

## Fiche technique
- Titre original : Je m'appelle humain
- Titre anglais ou international : Call Me Human
- Réalisation : Kim O'Bomsawin
- Scénario : Kim O'Bomsawin
- Musique : Alain Auger
- Photographie : Hugo Gendron, Michel Valiquette
- Prise de son : Lynne Trépanier
- Conception sonore : Luc Raymond
- Mixage : Jean-Philippe Goyette
- Montage : Alexandre Lachance
- Production : Andrée-Anne Frenette
- Société de production : Terre Innue
- Société de distribution : Maison 4:3 / Les Alchimistes / Women Make Movies
- Pays d'origine :  Canada ( Québec)
- Langue originale : français, innu-aimun
- Format : couleur, DCP 2K, format d'image : 2,35:1. format son 5.1
- Genre : documentaire
- Durée : 77/52 minutes
- Date de sortie :
  - Canada : 18 septembre 2020 en première canadienne au Festival de cinéma de la ville de Québec[1]
  - Canada : 16 avril 2021 en salle[2]

## Analyse
Comme une déambulation sur le chemin de la mémoire, le documentaire Je m'appelle humain réactive les souvenirs de Joséphine Bacon qui parcourt à pied les différents lieux qui l'ont formé. De la Côte-Nord à Montréal, les vers de la poétesse s'entrelacent avec les territoires racontés et représentés de manière exaltante par des vues aériennes qui captent l'immensité du monde. Impossible de contenir la Terre; c'est elle qui nous contient et c'est à elle que nous appartenons, leçon que la poétesse et la réalisatrice parviennent à instiller aux spectateurs.  

L'approche préconisée par Kim O'Bomsawin cherche à s'accorder autant que possible aux mots de Bacon pour produire une poésie visuelle et orale imprégnée de la langue innue. Comme l'explique la réalisatrice, dans l'innu-aimun, chaque mot est une image qui peut être saisie par le biais de la caméra. C'est aussi ce que décrit Joséphine Bacon en introduction, en dévoilant l'union inhérente entre la poésie et la culture innue :
Le mot « poésie » en principe, en innu, c’est un mot qui n’existe pas. C’est un mot qu’on a inventé. Mais je pense qu’on n’avait pas besoin d’avoir le mot « poème »ou « poésie » dans notre langue, parce qu’on était poètes juste à vivre en harmonie avec l'eau avec la terre.
Le film aborde de front la transmission du savoir entre aînés et jeunes générations comme modèle de survie, humaine et culturelle. Comme l'écrit la critique de cinéma Catherine Bergeron dans son analyse, « survivre, c'est se reconnaitre, comme êtres humains ». Dans un travail de mise en abîme où Joséphine Bacon nous expose le rôle des aînés dans sa vie, le spectateur se retrouve également en position d'écoute et d'accueil des mémoires de cette femme issue d'une génération en voie de disparition. 

## Distinctions

### Récompenses
- 2020 : Prix du meilleur documentaire canadien, Festival international du film de Vancouver
- 2020 : Prix du meilleur documentaire canadien et Prix du public, Festival international du film de Calgary
- 2020 : Prix collégial (ex aequo) et Mention Spéciale Grand Prix Compétition – Long métrage, Festival de cinéma de la ville de Québec
- 2020 : Prix du public, Cinefest Sudbury International Film Festival
- 2020 : Prix collégial du cinéma québécois[7]
- 2020 : Prix du public Mel Hoppenheim pour Je m'appelle humain, Festival Cinemania[8]
- 2021 : Le film remporte 4 Prix Gémeaux[9] aux galas de l'Académie canadienne du cinéma et de la télévision
  - Meilleure émission ou série documentaire : Je m'appelle humain
  - Meilleure réalisation : Kim O'Bomsawin
  - Meilleur son : Jean-Philippe Goyette, Luc Raymond et Lynne Trépanier
  - Meilleure musique originale : Alain Auger